# Woking
Woking (engelskt uttal: [ˈwoʊkɪŋ]) är en stad i grevskapet Surrey i sydöstra England. Staden är huvudort i distriktet med samma namn och ligger cirka 36,5 kilometer sydväst om centrala London. Tätorten (built-up area) hade 75 666 invånare vid folkräkningen år 2021.
Woking ligger cirka 20 kilometer från flygplatsen London Heathrow med bil och cirka 25 minuter från London Waterloo med pendeltåg.
Formel 1-stallet McLaren har sin hemvist i Woking. Rockgruppen The Jam kom från Woking, liksom skulptören Sean Henry.
I Woking finns fotbollsklubben Woking FC.
Woking nämndes i Domedagsboken (Domesday Book) år 1086, och kallades då Wochinges.